# قائمة حلقات فيت/زيرو

غلاف فيت/زيرو لإصدار البلو راي

فيت/زيرو هو أنمي أكشن وفنتازيا وإثارة مبني على رواية خفيفة بنفس الاسم، حيث تدور أحداثه قبل أحداث الرواية المرئية فيت/ستاي نايت. الرواية من من كتابة جين أوروبوتشي، المعروف بكتابته لمسلسل الفتاة الساحرة مادوكا ماجيكا، ورسم تاكاشي تاكيوتشي، شريك مؤسس وفنان رئيسي في تايب-مون.
تسبق أحداث فيت/زيرو أحداث سلسلة فيت/ستاي نايت بعشر سنوات، حيث تدور قصتها حول الحرب المقدسة الرابعة، وهي منافسة سحرية سرية تقام في مدينة فويوكي اليابانية، يشارك فيها سبعة سحرة، يقوم كل منهم بإستدعاء روح بطولية من أزمنة ماضية، حيث يخوضون معارك ملكية مُميتة من اجل الحصول على الكأس المقدسة، وهي كأس سحرية إسطورية قادرة على تحقيق الأماني. شخصية فيت/زيرو الأساسية هو كريتسيغو إيميا - والد شخصية فيت/ستاي نايت الرئيسية بالتبني، شيرو إيميا - والمعروف أيضا بقاتل السحرة عديم الرحمة الذي ينضم إلى المنافسة بالنيابة عن عائلة زوجته، عائلة إينزبرين.

## قائمة الحلقات
| رقم الحلقة    | عنوان الحلقة                                               | تاريخ العرض الأصلي |
| الموسم الأول  |                                                            |                    |
| ------------- | ---------------------------------------------------------- | ------------------ |
| 1             | «استدعاء الأرواح البطولية» "Eirei Shōkan" (英霊召喚)       | 1 أكتوبر، 2011     |
| 2             | «إنطلاق خاطئ» "Itsuwari no Sentan" (偽りの戦端)            | 8 أكتوبر، 2011     |
| 3             | «مدينة فيوكي» "Fuyuki no Chi" (冬木の地)                   | 15 أكتوبر، 2011    |
| 4             | «نصل الرمح الشيطاني» "Masō no Yaiba" (魔槍の刃)            | 22 أكتوبر، 2011    |
| 5             | «صرخات الوحش الهائج» "Kyōjū Hōkō" (凶獣咆吼)               | 29 أكتوبر، 2011    |
| 6             | «ليلة الألاعيب» "Bōryaku no Yoru" (謀略の夜)               | 5 نوفمبر، 2011     |
| 7             | «الغابة الشريرة» "Makyō no Mori" (魔境の森)                | 12 نوفمبر، 2011    |
| 8             | «قاتل السحرة» "Majutsushi Koroshi" (魔術師殺し)            | 19 نوفمبر، 2011    |
| 9             | «السيد والتابع» "Aruji to Jūsha" (主と従者)                | 26 نوفمبر، 2011    |
| 10            | «مغامرة رين» "Rin no Bōken" (凛の冒険)                     | 3 ديسمبر، 2011     |
| 11            | «حوار الكأس» "Seihai Mondō" (聖杯問答)                     | 10 ديسمبر، 2011    |
| 12            | «دعوة الكأس» "Seihai no Maneki" (聖杯の招き)               | 17 ديسمبر، 2011    |
| 13            | «المأدبة المحرمة» "Kindan no Kyōen" (禁断の狂宴)           | 24 ديسمبر، 2011    |
| الموسم الثاني |                                                            |                    |
| 14            | «معركة نهر ميون الدموية» "Miongawa Kessen" (未遠川血戦)    | 7 أبريل، 2012      |
| 15            | «توهج ذهبي» "Ōgon no Kagayaki" (黄金の輝き)                | 14 أبريل، 2012     |
| 16            | «نهاية الشرف» "Eiyo no Hate" (栄誉の果て)                  | 21 أبريل، 2012     |
| 17            | «العقد الثامن» "Dai-hachi no Keiyaku" (第八の契約)         | 28 أبريل، 2012     |
| 18            | «ذكريات بعيدة» "Tōi Kioku" (遠い記憶)                      | 5 مايو، 2012       |
| 19            | «حيث توجد العدالة» "Seigi no Arika" (正義の在処)           | 12 مايو، 2012      |
| 20            | «عودة السفاح» "Ansatsusha no Kikan" (暗殺者の帰還)         | 19 مايو، 2012      |
| 21            | «فارس على عجلتين» "Sōrin no Kishi" (双輪の騎士)            | 26 مايو، 2012      |
| 22            | «جميع شرور العالم» "Konoyo Subete no Aku" (この世全ての悪) | 2 يونيو، 2012      |
| 23            | «البحر عند حافة العالم» "Saihate no Umi" (最果ての海)      | 9 يونيو، 2012      |
| 24            | «ختم السيطرة الأخير» "Saigo no Reijū" (最後の令呪)         | 16 يونيو، 2012     |
| 25            | «فيت/زيرو» "Feito Zero"                                    | 23 يونيو، 2012     |